# وردة بغداد
وردة بغداد (La Rosa di Bagdad) فيلم رسوم متحركة إيطالي من إنتاج عام 1949. أنتج الفيلم باللغة الإنجليزية عام 1952 بعنوان «الأميرة المغنية The Singing Princess» وكان من بطولة جولي آندروز في أول فيلم لها. أعيد إنتاج الفيلم عام 1967. ويعتبر الفيلم أول فيلم رسوم متحركة ملون أوروبي.

## ملخص
جني ساحر يساعد في إنقاذ حبيبة سيده (الأميرة زيلا) من شيخٍ شرير. أثبت إنتاج هذا الفيلم في إيطاليا أن إنتاج أفلام الرسوم المتحركة ليس حكراً على ديزني. القصة المستوحاة من ألف ليلة وليلة عن أميرة جميلة وبطل فقير أمين وسلطان شرير وجني المصباح. تميّز الفيلم بزوايا التصوير الذكية التي أبدعها المخرج أنطون غينو دوميغيني والموسيقى.

## ردود الأفعال والإصدارات
تلقت النسخة الأصلية ملاحظات إيجابية من النقاد. عام 1967، أعيد إصدار الفيلم وعرض للمرة الأولى للأمريكيين وقد تلقى نقداً سيئاُ من النقاد في أمريكا الشمالية وحاز على نجمتين فقط في تصنيف AMG. أشار العديد من النقاد إلى أن جودة الرسوم المتحركة غير محدّثة وعزي ذلك إلى الفترة الطويلة بين الإصدار الأصلي وتاريخ الدبلجة الأمريكية. لم ينتج الفيلم على VHS حتى منتصف الثمانينيات وعلى DVD حتى 2005.

## روابط خارجية
- وردة بغداد على موقع IMDb (الإنجليزية)
- وردة بغداد على موقع ألو سيني (الفرنسية)
- وردة بغداد على موقع أول موفي (الإنجليزية)
- وردة بغداد على موقع فيلمافينيتي (الإسبانية)
- وردة بغداد على موقع قاعدة بيانات الفيلم (الإنجليزية)
- وردة بغداد على موقع ليتربوكسد (الإنجليزية)
- وردة بغداد على موقع كينوبويسك (الروسية)